# Květa Vinklátová
Květa Vinklátová (* 13. září 1965 Liberec) je česká politička, majitelka a zakladatelka nakladatelství KNIHY 555, v letech 2014 až 2022 zastupitelka města Liberec, v letech 2016 až 2020 krajská radní, od listopadu 2020 náměstkyně pro kulturu, památkovou péči a cestovní ruch Libereckého kraje, místopředsedkyně hnutí SLK.

## Život
Pochází a žije v Liberci. Po absolvování Střední ekonomické školy v Liberci vystudovala management cestovního ruchu na Fakultě informatiky a managementu Univerzity Hradec Králové, pokračovala v magisterském studijním programu Veřejná správa a regionální rozvoj na Provozně ekonomické fakultě České zemědělské univerzity, kde úspěšně odstátnicovala. Před založením vlastního nakladatelství působila jako asistentka manažera a následně referentka exportu. Jejím synem je tanečník a choreograf Ondřej Vinklát. Jejím tchánem byl známý výtvarník Josef Vinklát.

## Politika

### Působení v Liberci
Před vstupem do politiky působila na poli občanských iniciativ. V roce 2014 ji bylo nabídnuto 3. místo na kandidátce hnutí SLK v libereckých komunálních volbách, které jako nestranička přijala. Ve volbách získala 5 058 hlasů a vznikl ji tak mandát zastupitelky. Následně se jako opoziční zastupitelka stala členkou kontrolního výboru zastupitelstva a správní rady Fondu kultury a cestovního ruchu. V roce 2018 obhájila z 11. místa s 10 194 hlasy v libereckých komunálních volbách mandát zastupitelky města a byla zvolena členkou kulturního výboru.

### Radní a náměstkyně na kraji
V krajských volbách v roce 2016 kandidovala z 5. místa za SLK a stala se tak krajskou zastupitelkou. Následně byla zvolena v rámci koalice SLK, ANO, ČSSD a ODS krajskou radní pro kulturu, památkovou péči a cestovní ruch. Za svého působení se snažila o systematickou podporu kulturního vyžití po celém Libereckém kraji, rozšiřováním a zvelebováním muzeí, galerií, knihoven. Zároveň odstartovala několik krajských projektů včetně Křišťálového údolí.
V krajských volbách v roce 2020 opětovně kandidovala ze 2. místa kandidátky SLK a obhájila mandát krajské zastupitelky. V rámci nově vzniklé koalice SLK, Piráti a ODS byla zvolena krajskou náměstkyní pro kulturu, památkovou péči a cestovní ruch. Ve volbách v roce 2024 post zastupitelky Libereckého kraje za hnutí SLK obhájila. V říjnu 2024 se pak stala náměstkyní hejtmana pro resort kultury a cestovního ruchu.